# Franzjosef Schneider

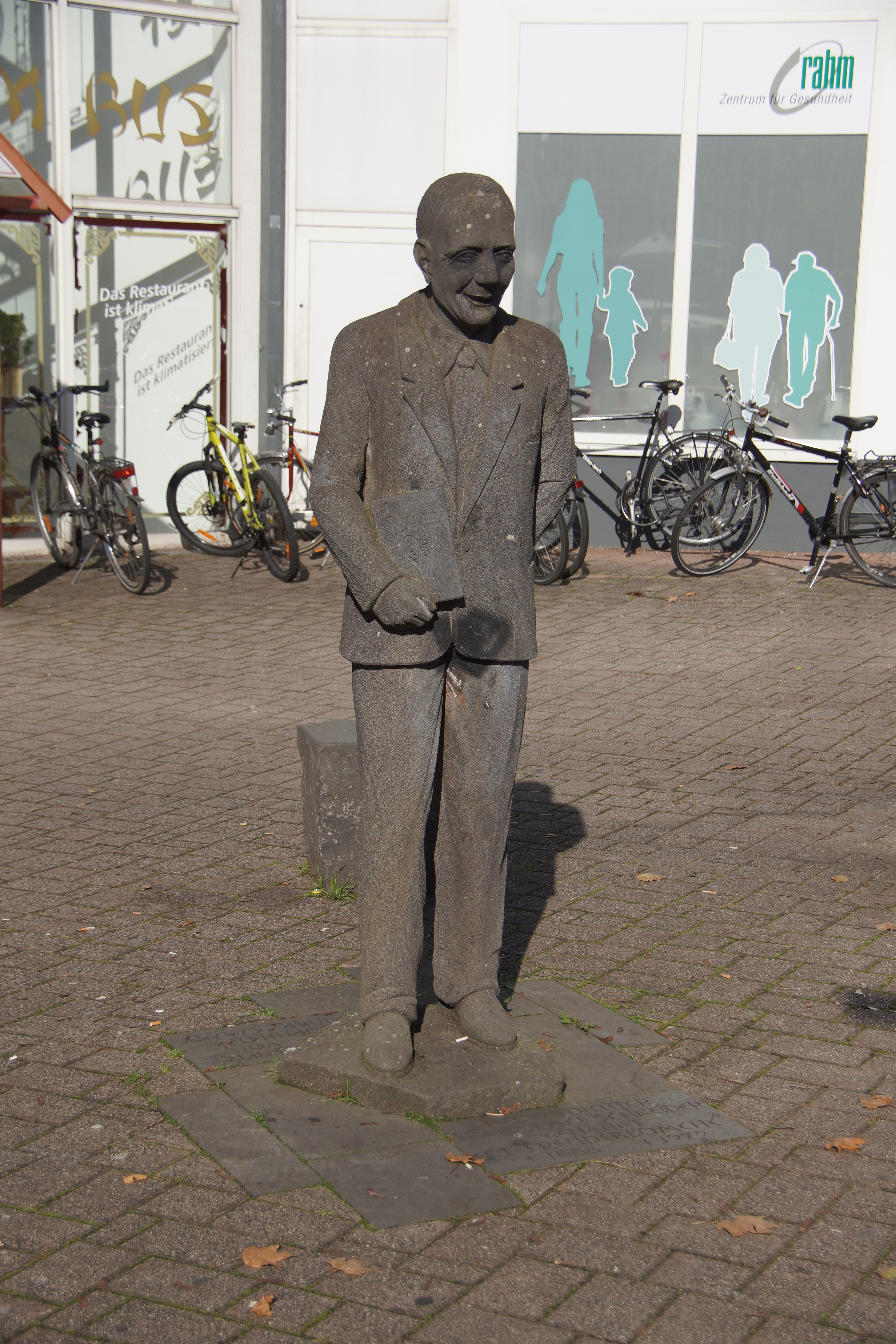
Denkmal für Franzjosef Schneider in Bad Honnef, Ecke Bahnhofstraße/Steinstraße

Franzjosef Schneider (auch Franz Josef Schneider; Beiname „Freudeblömche“; * 8. April oder 13. April 1888 in Honnef; † 10. Dezember 1972 ebenda) war ein deutscher Heimatdichter, der sich in seinen Werken vor allem seiner Heimatstadt Bad Honnef widmete.

## Leben
Schneider war der jüngste Sohn eines aus Honnef stammenden Maler- und Anstreichermeisters und seiner aus Bruchhausen stammenden und vor ihrer Ehe zuletzt in Rheinbreitbach wohnenden Ehefrau. Er besuchte ab 1899 in Honnef die Höhere Private Knabenschule (heutiges Siebengebirgsgymnasium), die zunächst im ehemaligen Gemeindehaus Hontes beheimatet war. Sein Wohnhaus befand sich zunächst an der Hauptstraße 35 oder 37, später an der Ecke Rommersdorfer Straße/Clemens-Adams-Straße. Beruflich war er über mehr als drei Jahrzehnte Mitarbeiter der Honnefer Volkszeitung.:107
Im Alter von 20 Jahren hielt Schneider seine erste Büttenrede für einen örtlichen Karnevalsverein. Er war ein aktiver Karnevalist.:68 Seine erste Buchveröffentlichung erfolgte 1922/23 seiner Heimatstadt ihrer Jahrtausendfeier zu Ehren als eine Sammlung von neun Erzählungen und Gedichten mit dem Titel Freudeblömche, unter dem er in der Folge bekannt wurde – eine in der Region übliche Bezeichnung für Maiglöckchen. In seiner frühen Schaffensperiode schrieb er Romane, die auch über den örtlichen Rahmen hinaus die Lebenswelt einer dörflich geprägten Kleinstadt schildern sollten. Später wandte er sich fast ausschließlich Themen seiner Heimatstadt zu. Unter anderem übersetzte er das Vaterunser in Honnefer Mundart. Schneider gab eine Briefe von Hause genannte Serie von Texten heraus, die abonniert werden konnte. Er war zu Lebzeiten eine der bekanntesten Persönlichkeiten seiner Heimatstadt, 1968 ehrte die Stadt ihn anlässlich seines 80. Geburtstages mit einem Empfang im Kurhaus:107.

„[Schneiders] Romane erhalten ihren bleibenden Wert vor allem durch die Darstellung der versunkenen, patriarchalischen Lebens- und Arbeitswelt einer noch dörflich bestimmten Kleinstadt mit ihren Festen, Bräuchen und unverwechselbaren Originalen. (…) In [seinen] mundartlichen Erzählungen ist der ganze reiche Wortschatz des Honnefer Dialekts lebendig erhalten. Schneiders wesentliche Bedeutung liegt denn auch in diesem Bereich.“

Schneider erlag 1972 nach über fünfwöchigem Krankenhausaufenthalt einer schweren Lebererkrankung und wurde auf dem Neuen Friedhof seiner Heimatstadt beigesetzt. Nach ihm ist eine Straße im Süden der Stadt Bad Honnef benannt. Anlässlich seines 25. Todestages fand im März 1998 eine Gedenkveranstaltung im Kurhaus statt. Am 7. November 1998 wurde Schneider zu Ehren an der Einmündung der Steinstraße in die Bahnhofstraße ein von einem ortsansässigen Ehepaar gestiftetes Denkmal in Form einer Skulptur Schneiders aus Brohler Vulkangestein eingeweiht, der Platz erhielt den Namen „Freudeblömche-Platz“.

## Werk (Auswahl)
- Et Freudeblömche. Pfalzdruckerei und Verlag, Ludwigshafen 1922.
- Das Große Sterb: Eine Tragödie aus dem Schoße unseres Jahrhunderts. Siebengebirgsbuchhandlung, Honnef am Rhein 1925.
- Bittersüßes: Geschichten aus winkligen Straßen. Siebengebirgsbuchhandlung, Honnef am Rhein 1926.
- August Haag (Hrsg.): Die Löwenburg in Geschichte und Dichtung (=Beiträge und Quellen zur Geschichte und Volkskunde des Rheinlandes, Nr. 5). Siebengebirgsbuchhandlung, Honnef am Rhein 1930.
- Die Straße der Gottlosen. F. Schöningh, Paderborn 1931.[12][18]
- Als die Saat erfror: Tagebuch einer Mutter. F. Schöningh, Paderborn 1932.[12]
- Der lange Tag. F. Schöningh, Paderborn 1933.[18]
- Der Fahnenträger: Das Lied einer jungen Seele. F. Schöningh, Paderborn 1934.
- Ewiges Schweigen. F. Schöningh, Paderborn 1935.[12][18]
- Am Tag der Ernte: Roman. Schöningh, Paderborn 1939.
- Das Sterben der Unsterblichen. 1940.[1]
- Minschekende: Legende im Munde meiner Heimat. Schöningh, Paderborn 1949.
- Fuhrmann des Todes: Roman. Schöningh, Paderborn 1949.
- Gott unter Wölfen: Roman. Schöningh, Paderborn 1955.
- Ufer und Strom – Vergangenes Honnef. Handabzug 1962.

## Ehrungen
- 20. August 1971: Bundesverdienstkreuz am Bande[19]